# Mackinac County
Mackinac County ist ein County im Bundesstaat Michigan der Vereinigten Staaten. Der Verwaltungssitz (County Seat) ist St. Ignace. Das U.S. Census Bureau hat bei der Volkszählung 2020 eine Einwohnerzahl von 10.834 ermittelt.

## Geographie
Das County liegt im Osten der Oberen Halbinsel von Michigan, grenzt im Süden an den Michigansee, im Südosten an den Huronsee, beide Teil der 5 großen Seen, und hat eine Fläche von 5440 Quadratkilometern, wovon 2794 Quadratkilometer Wasserfläche sind. Es grenzt im Uhrzeigersinn an folgende Countys: Schoolcraft County, Luce County, Chippewa County, Cheboygan County (auf dem Huronsee) und auf dem Michigansee die Countys: Emmet County und Charlevoix County.

## Geschichte
Mackinac County wurde 1818 aus Teilen des Wayne County gebildet. Bis 1837 hieß es Michilimackinac County. Benannt wurde es nach der französischen Interpretation des indianischen Ausdrucks für dieses Gebiet.
Drei Orte im County haben den Status einer National Historic Landmark, das Grand Hotel auf Mackinac Island, diese Insel selbst und die St. Ignace Mission. 25 Bauwerke und Stätten des Countys sind insgesamt im National Register of Historic Places eingetragen (Stand 26. Januar 2018).

## Demografische Daten

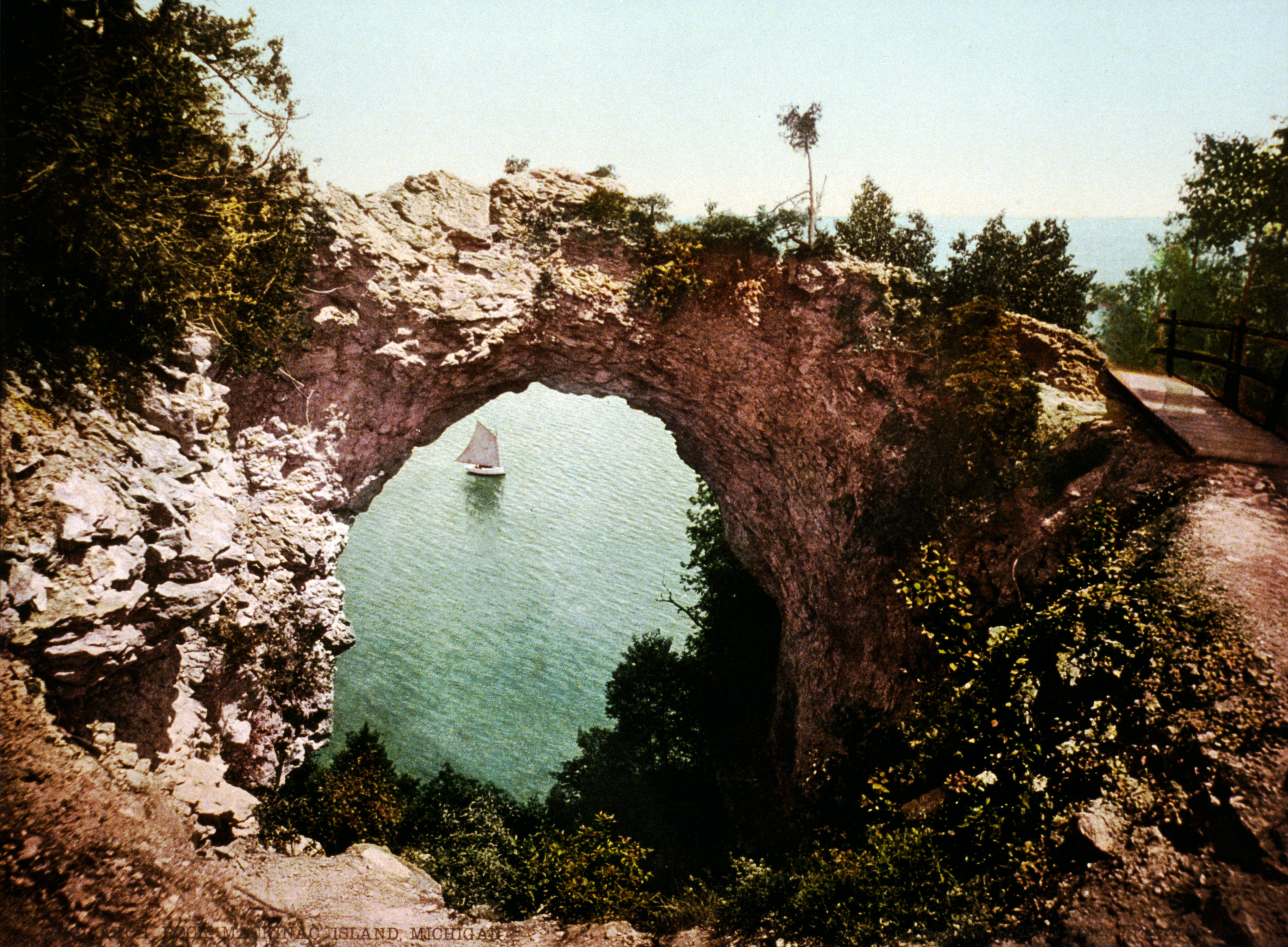
Arch Rock auf Mackinac Island

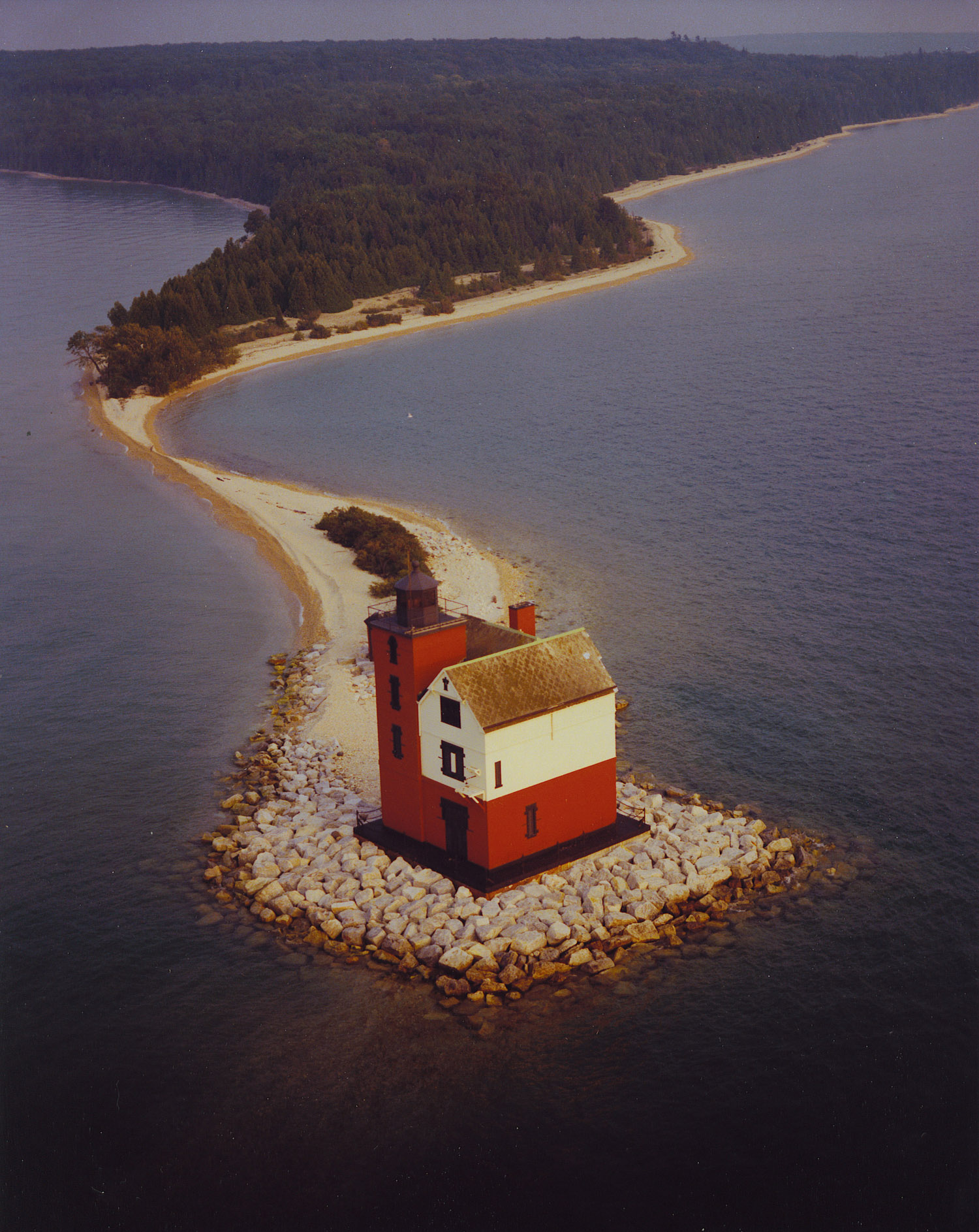
Round Island Lighthouse, gelistet im NRHP

Nach der Volkszählung im Jahr 2000 lebten im Mackinac County 11.943 Menschen in 5.067 Haushalten und 3.410 Familien. Die Bevölkerungsdichte betrug 5 Einwohner pro Quadratkilometer. Ethnisch betrachtet setzte sich die Bevölkerung zusammen aus 80,07 Prozent Weißen, 0,20 Prozent Afroamerikanern, 14,21 Prozent amerikanischen Ureinwohnern, 0,31 Prozent Asiaten, 0,02 Prozent Bewohnern aus dem pazifischen Inselraum und 0,28 Prozent aus anderen ethnischen Gruppen; 4,92 Prozent stammten von zwei oder mehr Ethnien ab. 0,90 Prozent der Bevölkerung waren spanischer oder lateinamerikanischer Abstammung.
Von den 5.067 Haushalten hatten 26,5 Prozent Kinder unter 18 Jahren, die bei ihnen lebten. 55,6 Prozent waren verheiratete, zusammenlebende Paare, 8,1 Prozent waren allein erziehende Mütter und 32,7 Prozent waren keine Familien. 28,0 Prozent waren Singlehaushalte und in 11,9 Prozent lebten Menschen im Alter von 65 Jahren oder darüber. Die Durchschnittshaushaltsgröße betrug 2,32 und die durchschnittliche Familiengröße lag bei 2,81 Personen.
22,2 Prozent der Bevölkerung waren unter 18 Jahre alt. 6,0 Prozent zwischen 18 und 24 Jahre, 25,1 Prozent zwischen 25 und 44 Jahre, 28,4 Prozent zwischen 45 und 64 Jahre und 18,2 Prozent waren 65 Jahre oder älter. Das Durchschnittsalter betrug 43 Jahre. Auf 100 weibliche Personen kamen 99,7 männliche Personen. Auf 100 Frauen im Alter von 18 Jahren und darüber kamen statistisch 97,2 Männer.
Das jährliche Durchschnittseinkommen eines Haushalts betrug 33.356 US-Dollar, das Durchschnittseinkommen einer Familie 39.929 USD. Männer hatten ein Durchschnittseinkommen von 30.805 USD, Frauen 22.753 USD. Das Prokopfeinkommen betrug 17.777 USD. 7,2 Prozent der Familien und 10,5 Prozent der Bevölkerung lebten unterhalb der Armutsgrenze.

## Orte im County
Cities
- Mackinac Island
- St. Ignace

Townships
- Bois Blanc Township
- Brevort Township
- Clark Township
- Garfield Township
- Hendricks Township
- Hudson Township
- Marquette Township
- Moran Township
- Newton Township
- Portage Township
- St. Ignace Township

Unincorporated communities
- Allenville
- Brevort
- Cedarville
- Curtis
- Engadine
- Epoufette
- Evergreen Shores
- Garnet
- Gould City
- Gros Cap
- Hessel
- Millecoquins
- Moran
- Naubinway
- Pointe Aux Pins
- Rexton